# Eunice Lake
Der Eunice Lake ist ein Gletschersee im Pierce County in US-Bundesstaat Washington. Er liegt im nordwestlichen Teil des Mount Rainier National Park. Der See wurde nach Eunice Sargent Roth von ihrem Ehemann Andy (Adolph) Roth benannt, der in Washogal aufwuchs und viele Jahre im U.S. Forest Service aktiv war. Der See befindet sich in einem beliebten Wandergebiet.

## Galerie

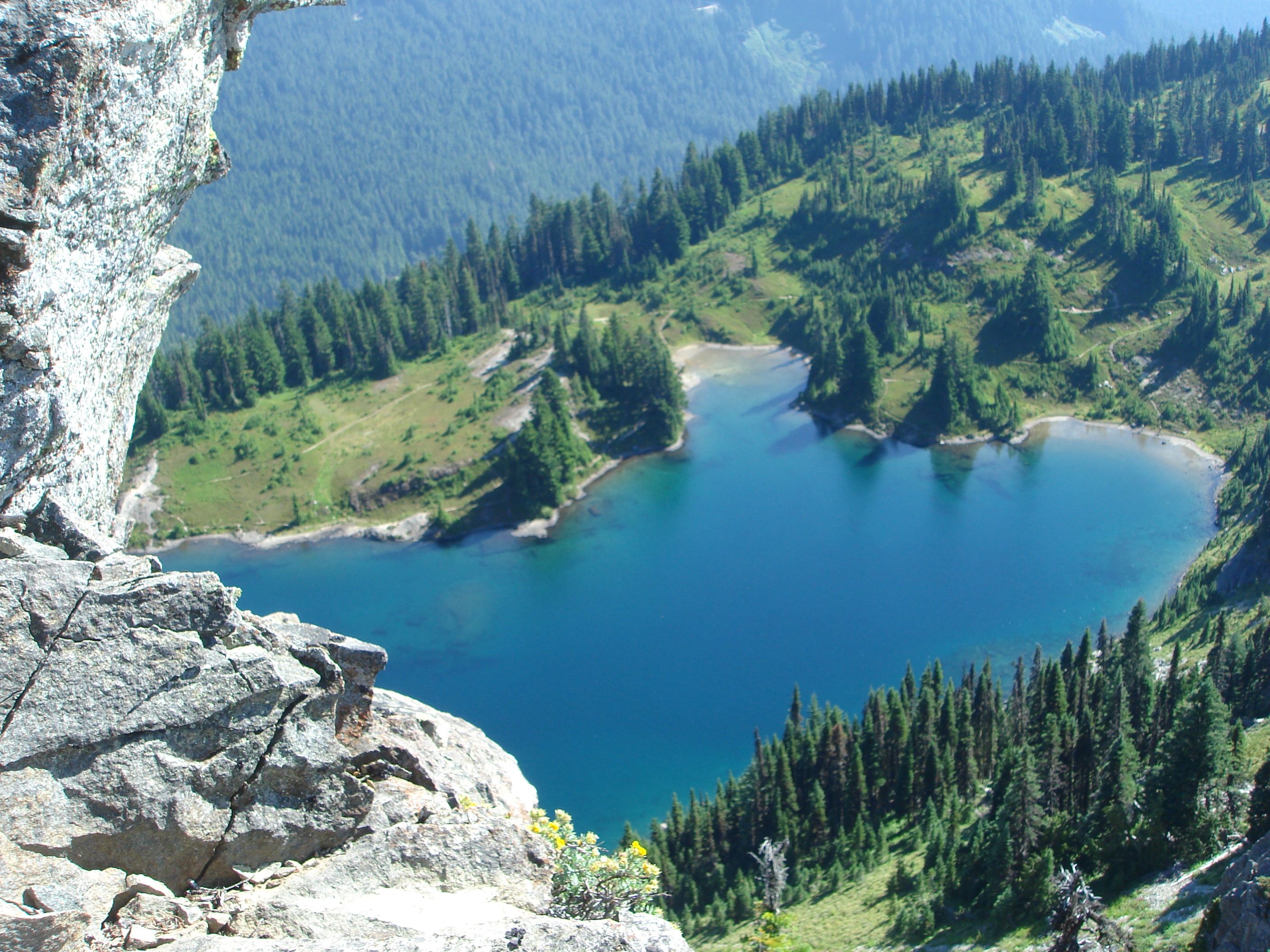
Aufnahme von 2006
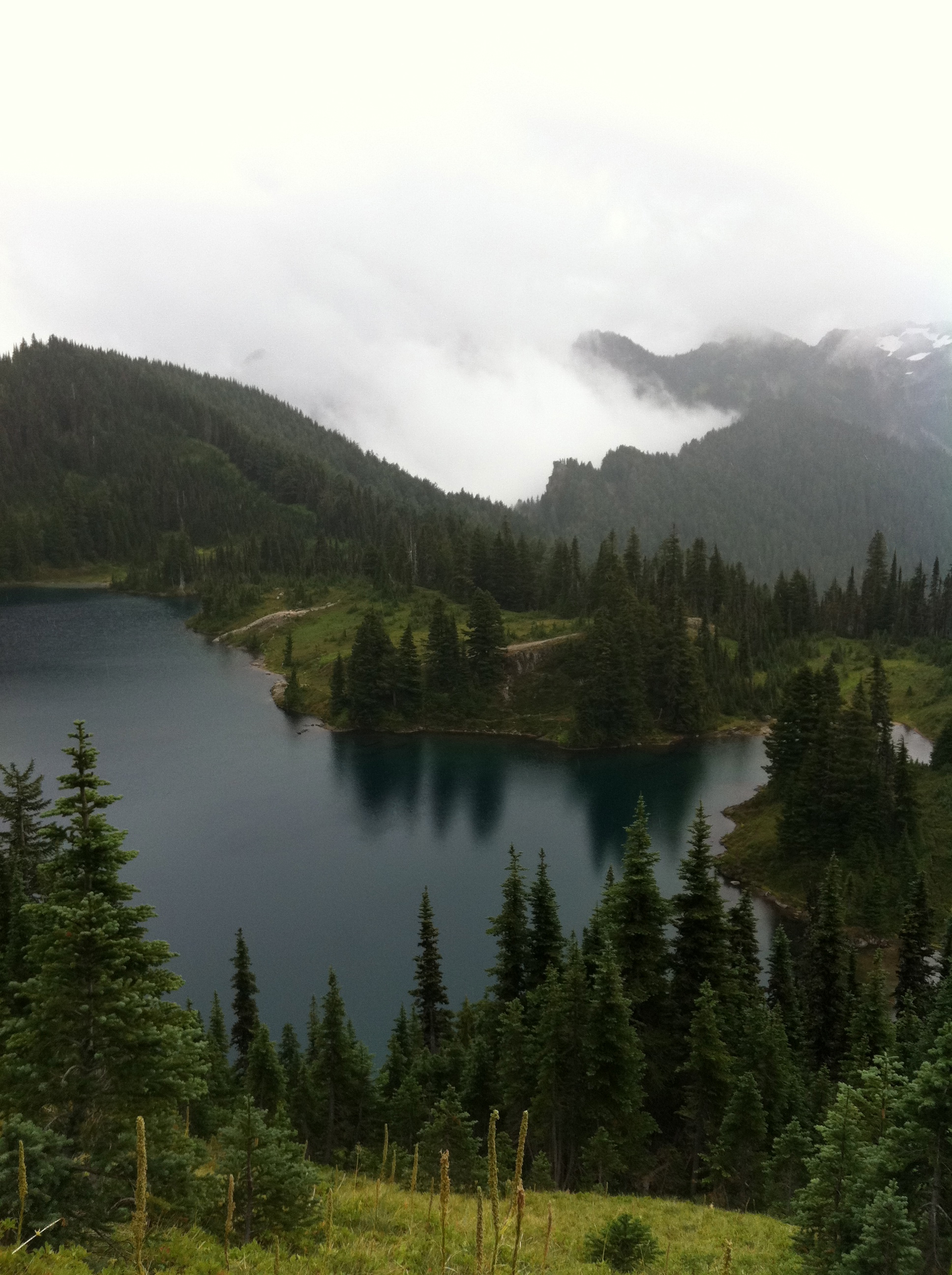
Aufnahme von 2011
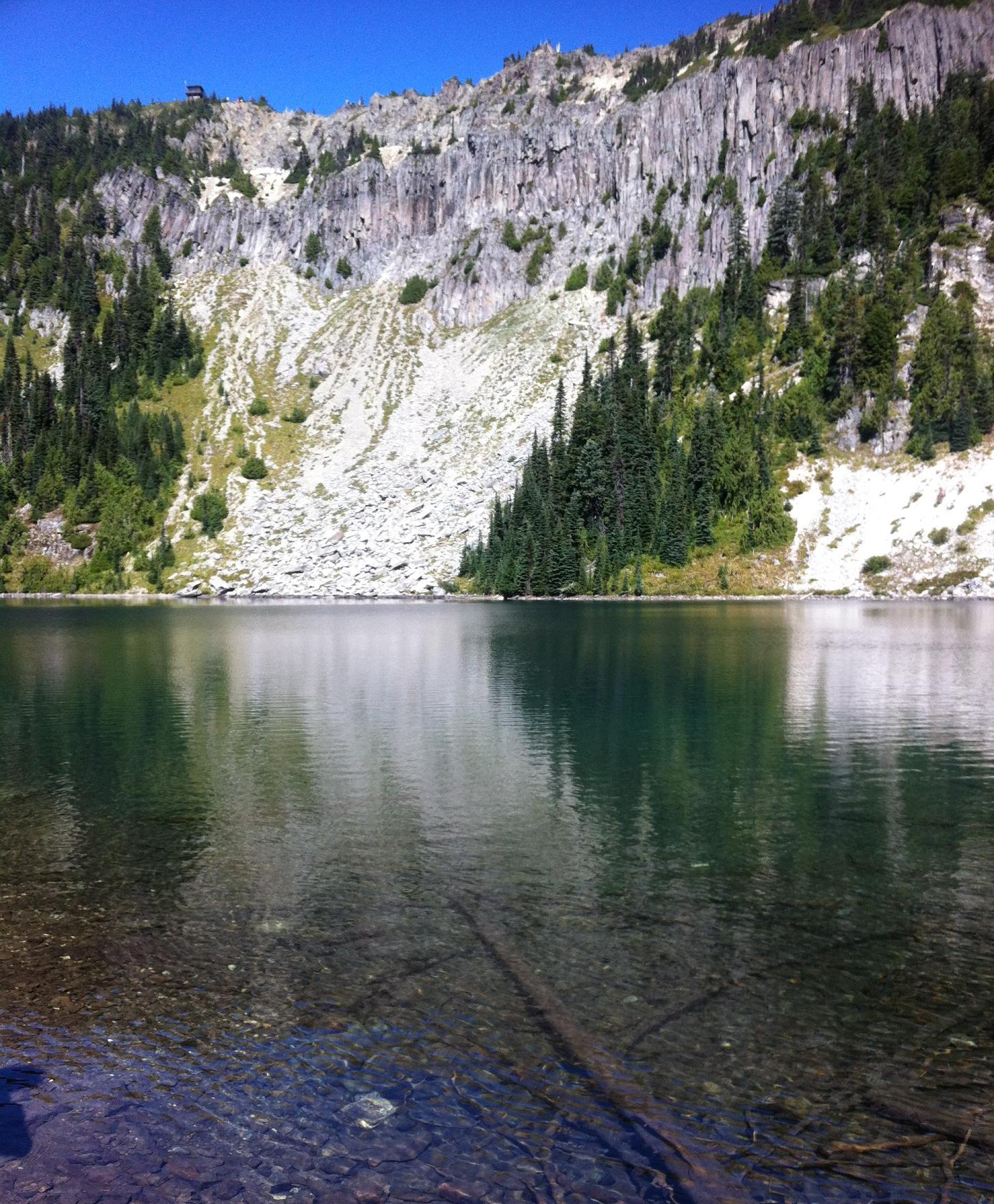
Eunice Lake mit Blick auf den Tolmie Peak Lookout (Aufnahme von 2015)